# 阿帕托伊 (喬治亞州)
阿帕托伊（英語：Upatoi）是位於美國喬治亞州馬斯科吉縣的一個非建制地區。該地的面積和人口皆未知。

## 地理
阿帕托伊的座標為32°32′56″N 84°44′24″W / 32.54889°N 84.74000°W，而該地的平均海拔高度為128米（即420英尺）。